# تيم دراموند
تيم دراموند (بالإنجليزية: Tim Drummond)‏ هو موسيقي وكاتب أغاني أمريكي، ولد في 20 أبريل 1940 في بلومنجتون في الولايات المتحدة، وتوفي في 11 يناير 2015 في مقاطعة سانت لويس في الولايات المتحدة.

## وصلات خارجية
- تيم دراموند على موقع IMDb (الإنجليزية)
- تيم دراموند على موقع ميوزك برينز (الإنجليزية)
- تيم دراموند على موقع أول ميوزيك (الإنجليزية)
- تيم دراموند على موقع ديسكوغز (الإنجليزية)